# Стадная
Стадная (укр. Стадна) — балка и ручей, левый приток реки Тилигул, расположенный на территории Березовского района (Одесская область, Украина).

## География
Длина — 16 км. Площадь бассейна — 76,7 км². На протяжении почти всей длины пересыхает, верхнее течение — наименее маловодное. Долина нижнего течения изрезана ярами и промоинами. Есть пруды. Характерны весенние и летние паводки. 
Берёт начало северо-западнее села Семихатки. Река течёт на юго-запад. Впадает в Тилигул (на 2,7-м км от её устья) в селе Софиевка.
Нижнее течение расположено в границах Тилигульского регионального ландшафтного парка.
Притоки: (от истока к устью) безымянные балки 
Населённые пункты (от истока к устью):
1. Семихатки
2. Малышовка[1]
3. Отрадная Балка
4. Софиевка